# Jetour
A Jetour egy márka, amelyet 2018-ban indított a Chery a Chery Haszonjármű alatt. A márka kínai nevét „Jietu”-nak ejtik, a legjobb fordításban „Győzelem út”-ként. Ez a Chery olcsó márkája crossoverekhez és SUV-okhoz.

## Gyártmányai

### Jelenlegi modellek
- Jetour Ice Cream[1] (Rebadged Chery QQ Ice Cream EV for Philippines exclusively)
- Jetour X70/ X70S (2018–jelenleg), közepes méretű SUV
  - Jetour X70M (2020–jelenleg), az X70 költségvetési változata
- Jetour X70 Plus (2022-jelenleg), közepes méretű SUV, második generációs X70
  - Jetour X70 Pro (2023–jelenleg), az X70 Plus továbbfejlesztett változata
- Jetour X90 (2019–jelenleg), közepes méretű SUV
  - Jetour X90 Plus (2021–jelenleg), az X90 továbbfejlesztett változata
  - Jetour Shanhai L9 (kezdésig), az X90 PHEV változata
- Jetour X95 (2020–jelenleg), közepes méretű SUV
- Jetour Dashing (2022–jelenleg), kompakt SUV
  - Jetour Shanhai L6 (kezdésig), a Dashing PHEV változata
- Jetour Traveller (2023-tól napjainkig), kompakt SUV
  - Jetour Shanhai T-L (kezdésig), a Traveller PHEV változata

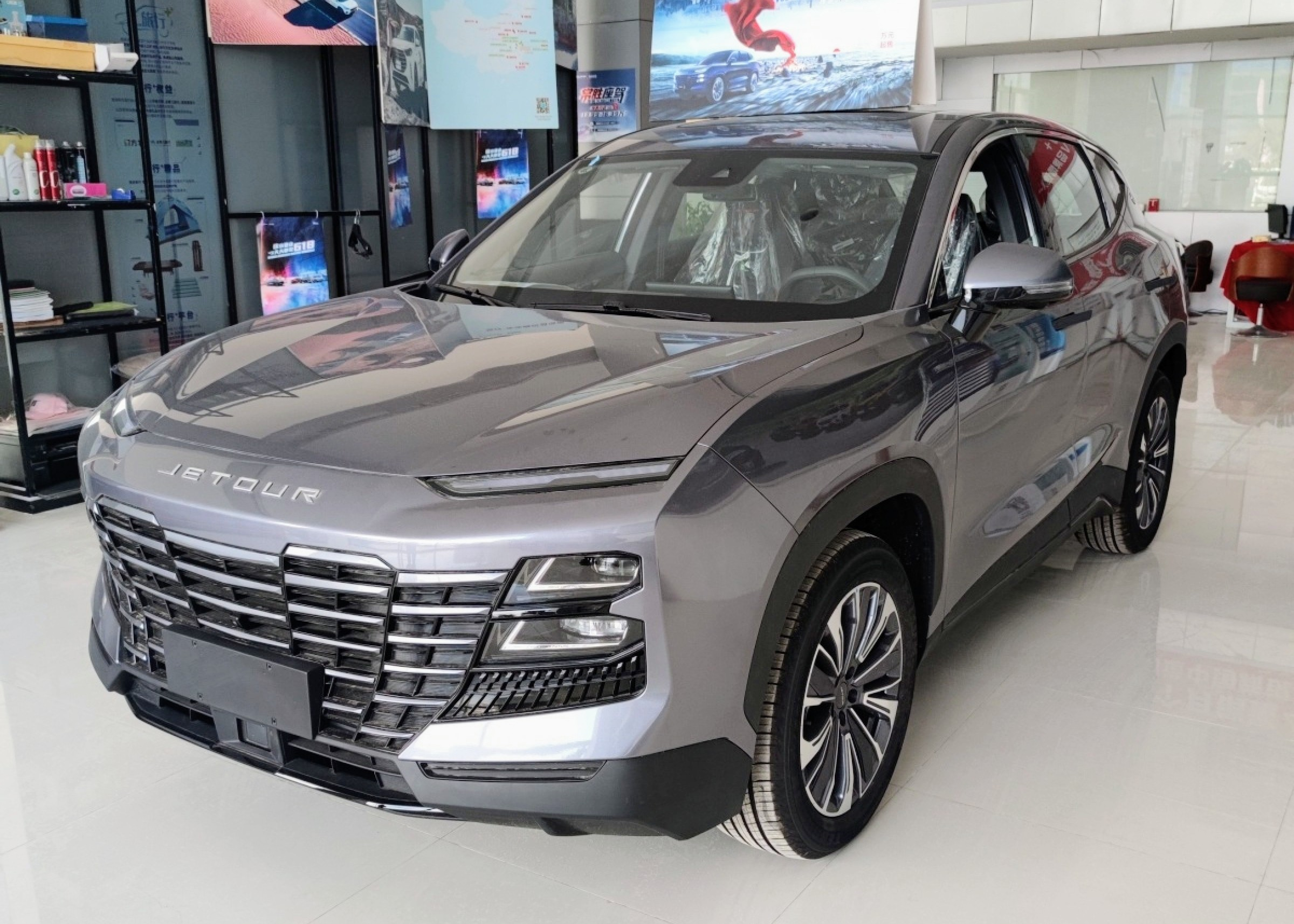
Jetour Dashing
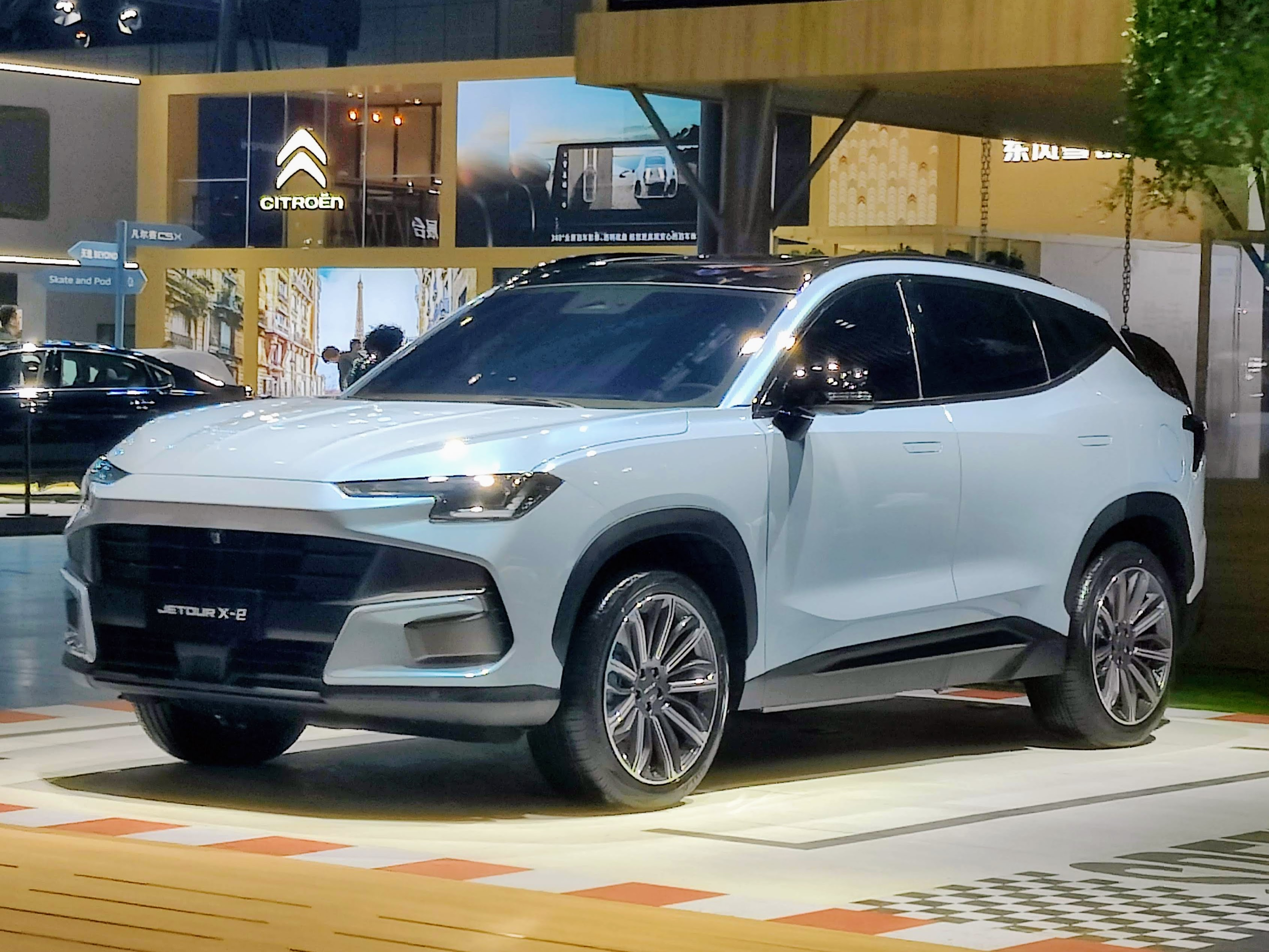
Jetour X-2
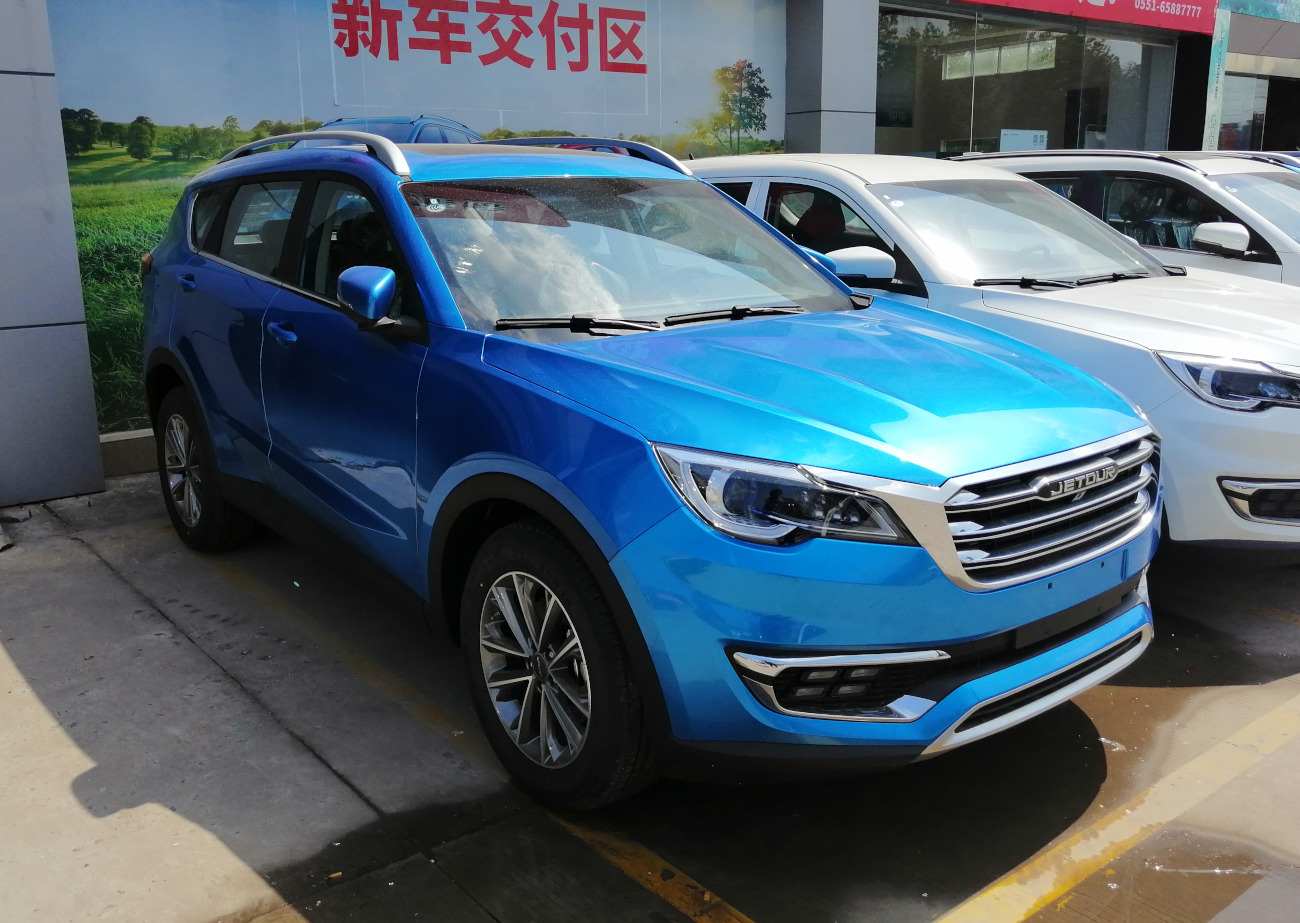
Jetour X70
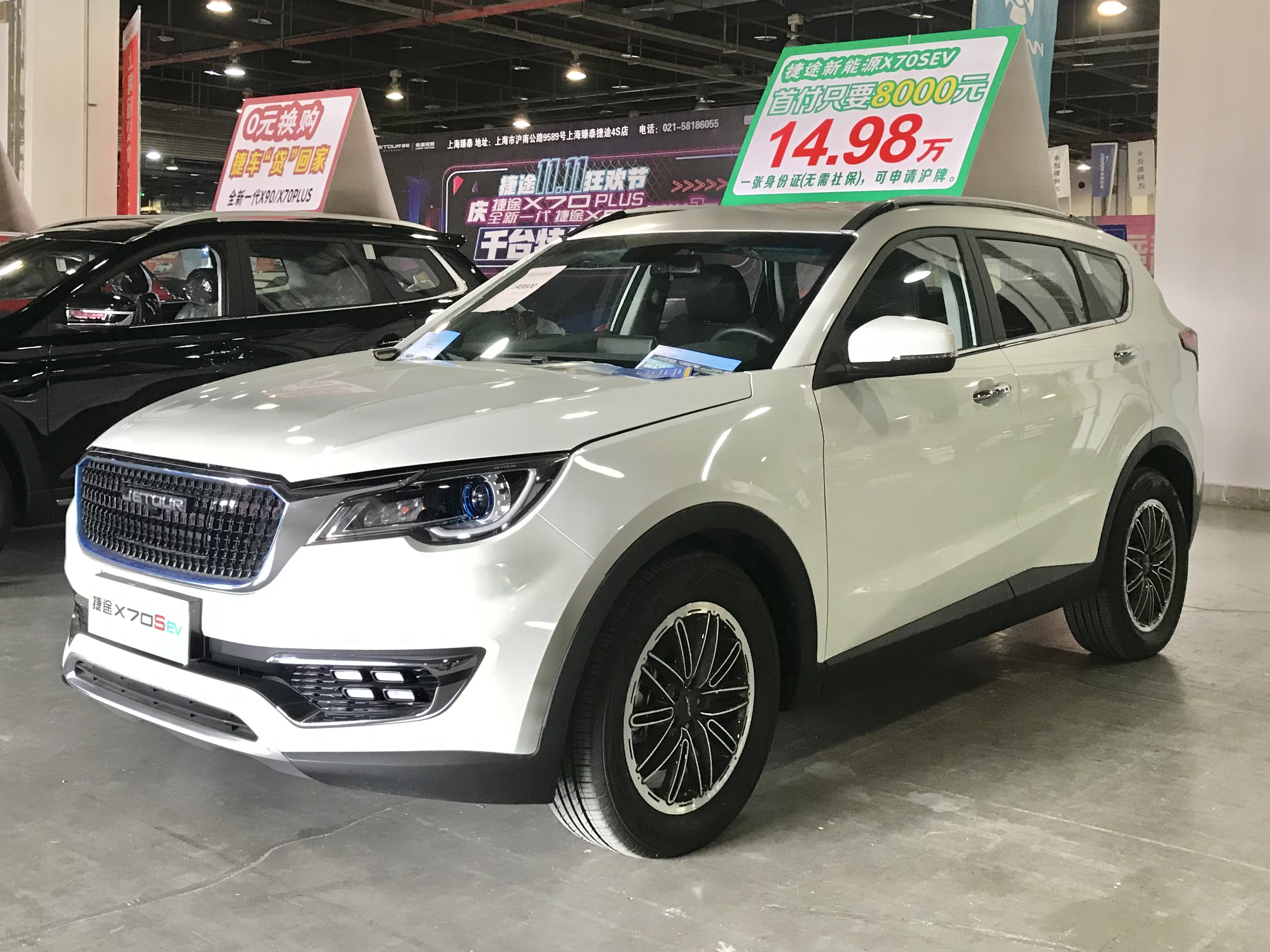
Jetour X70 S
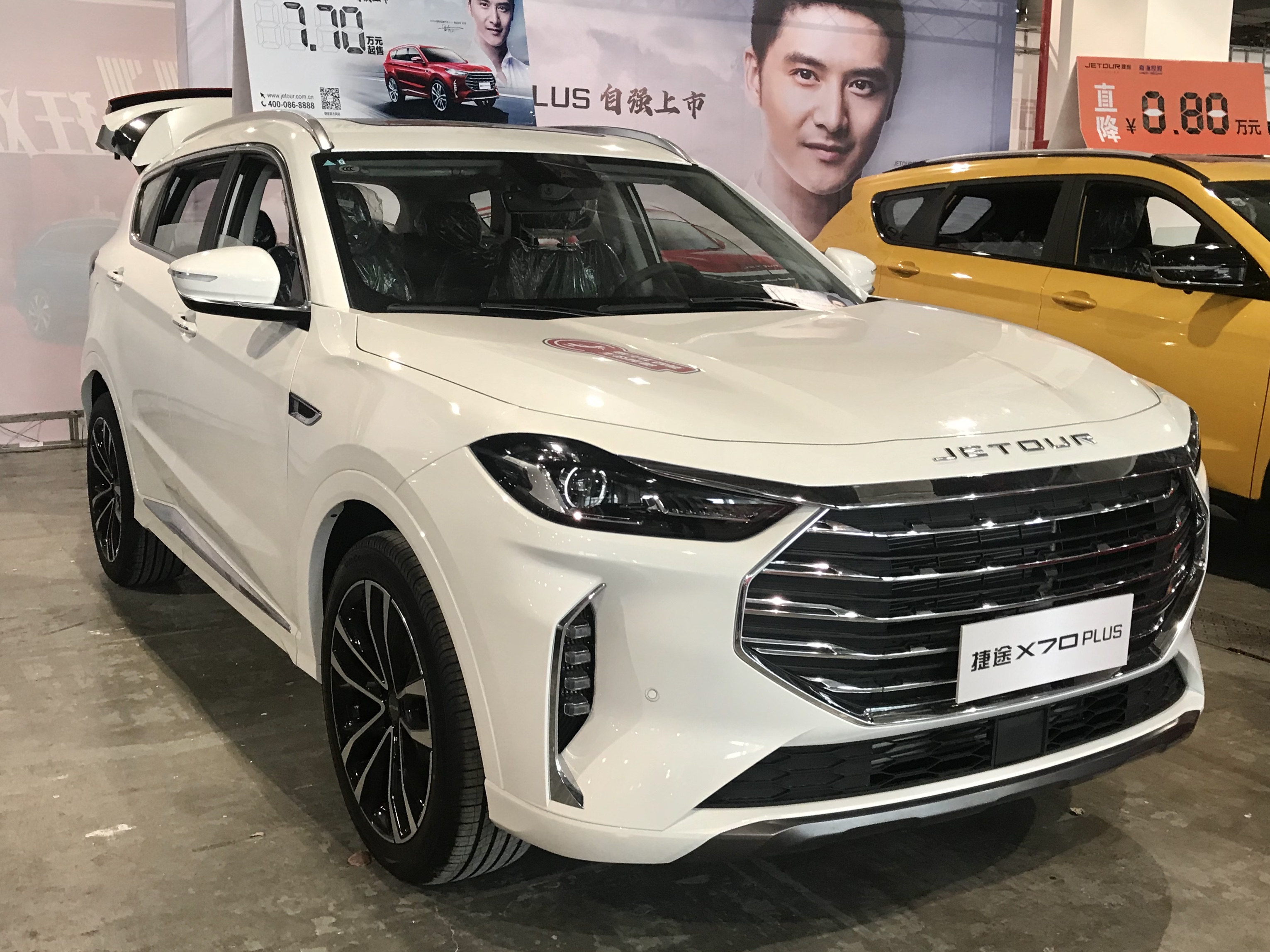
Jetour X70 Plus
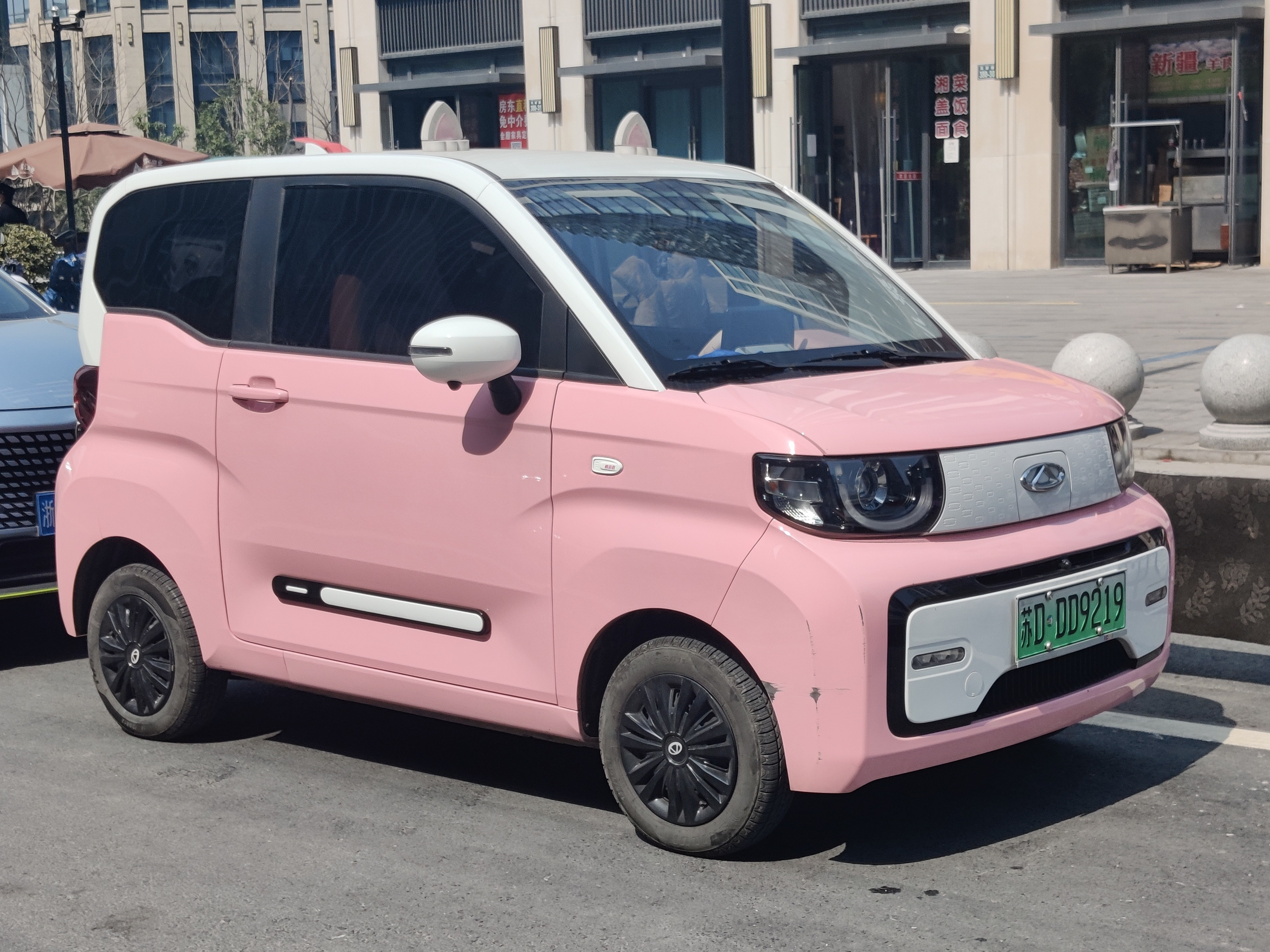
Jetour Ice Cream
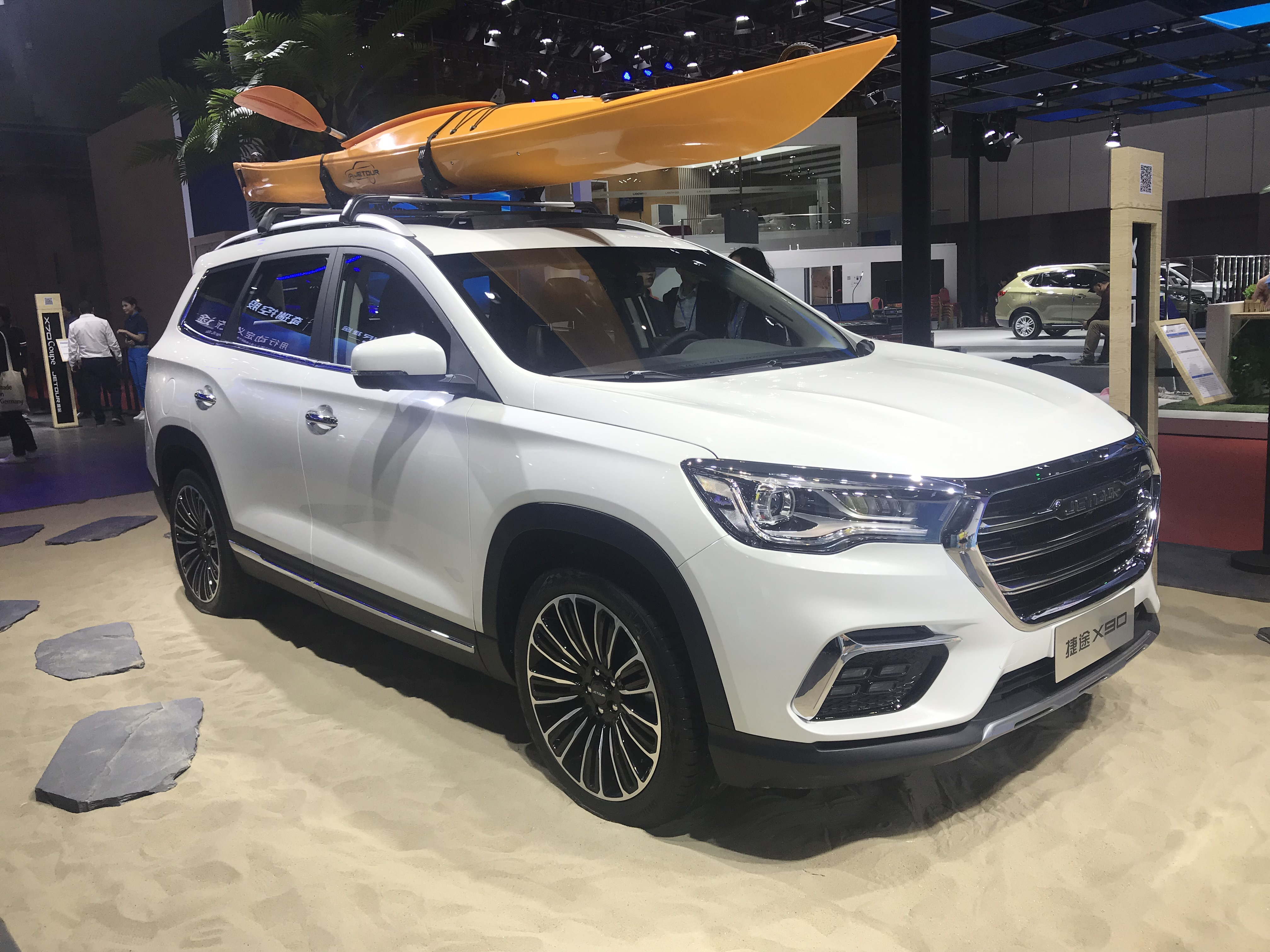
Jetour X90
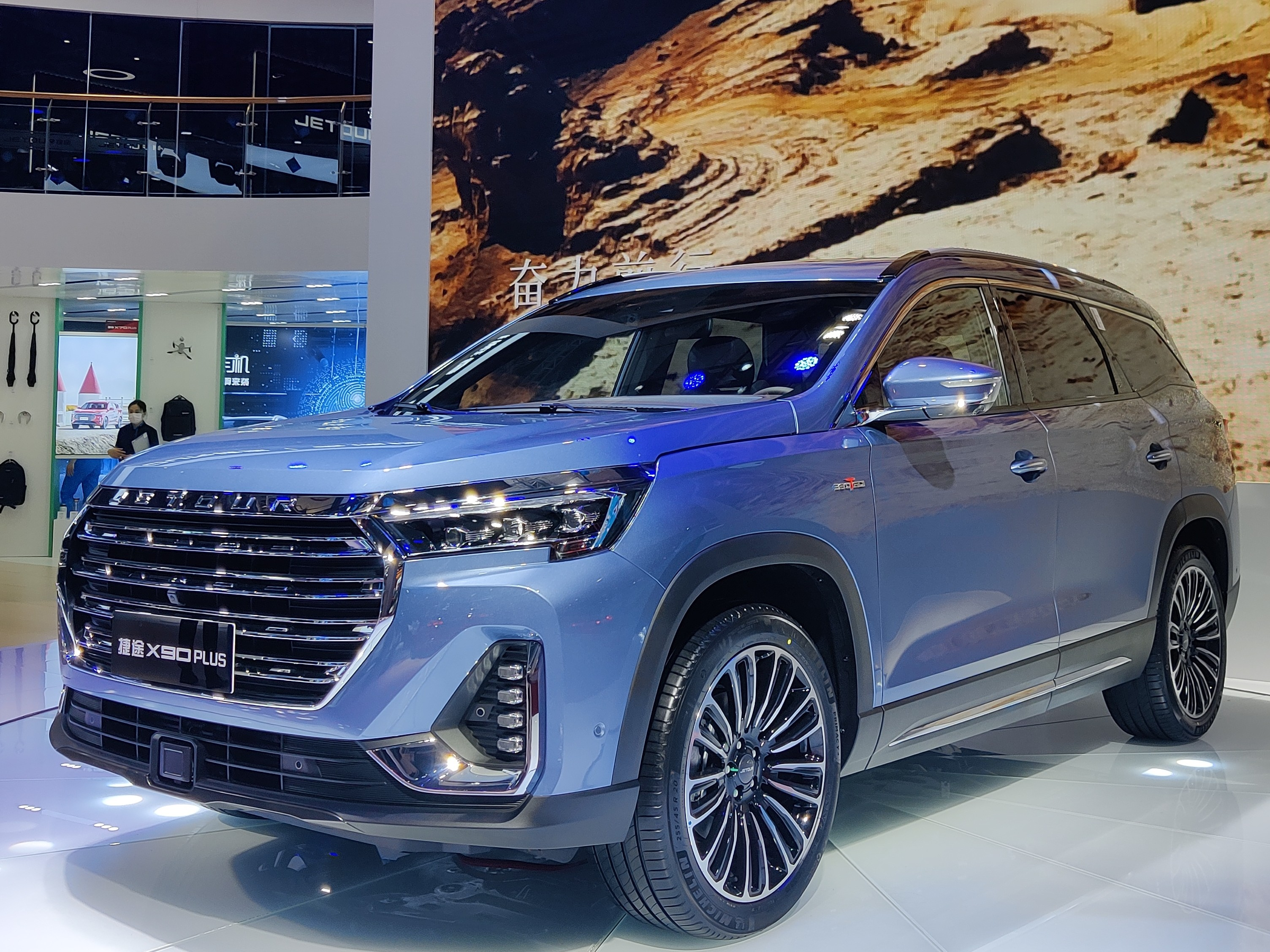
Jetour X90 Plus
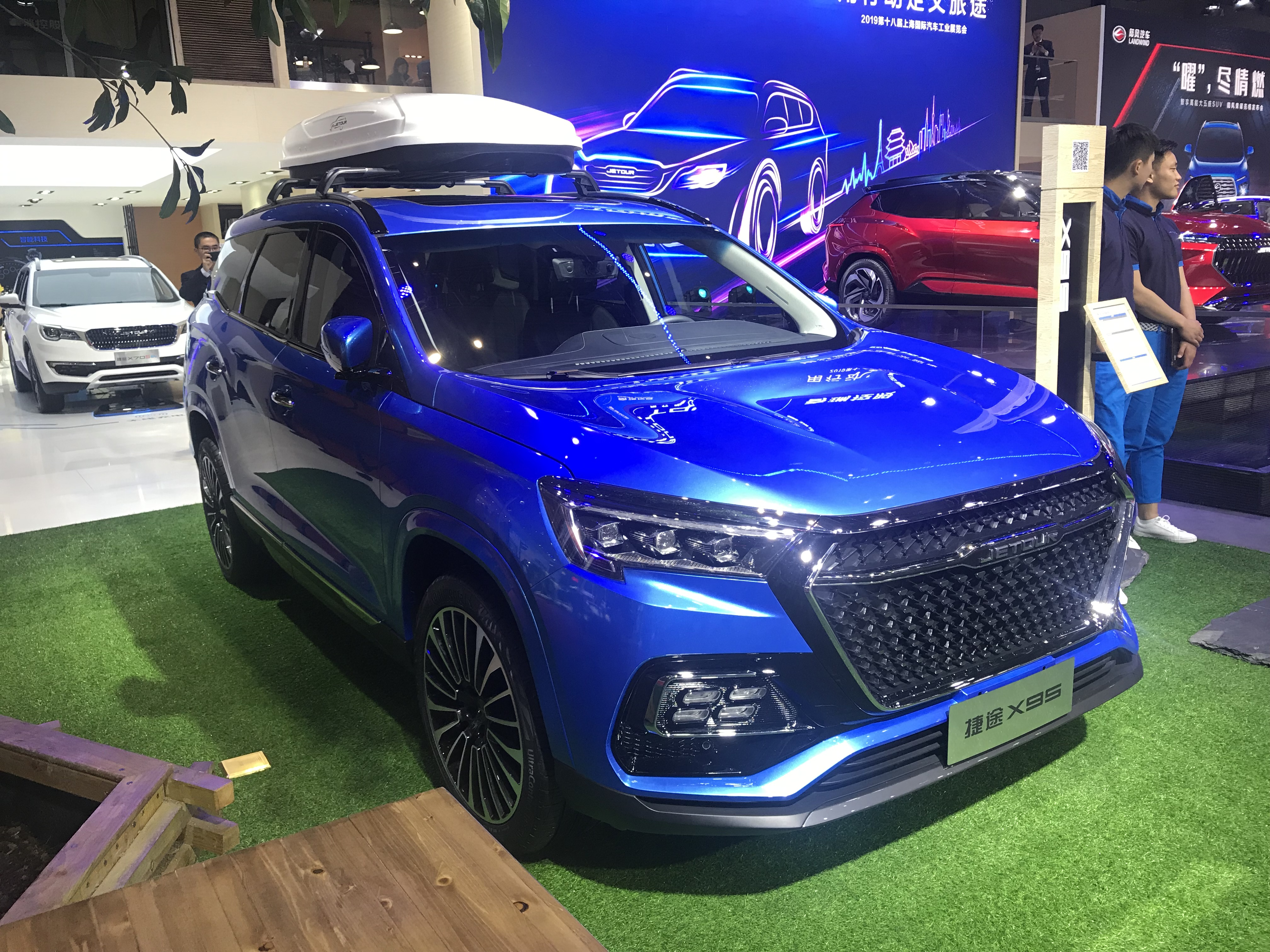
Jetour X95
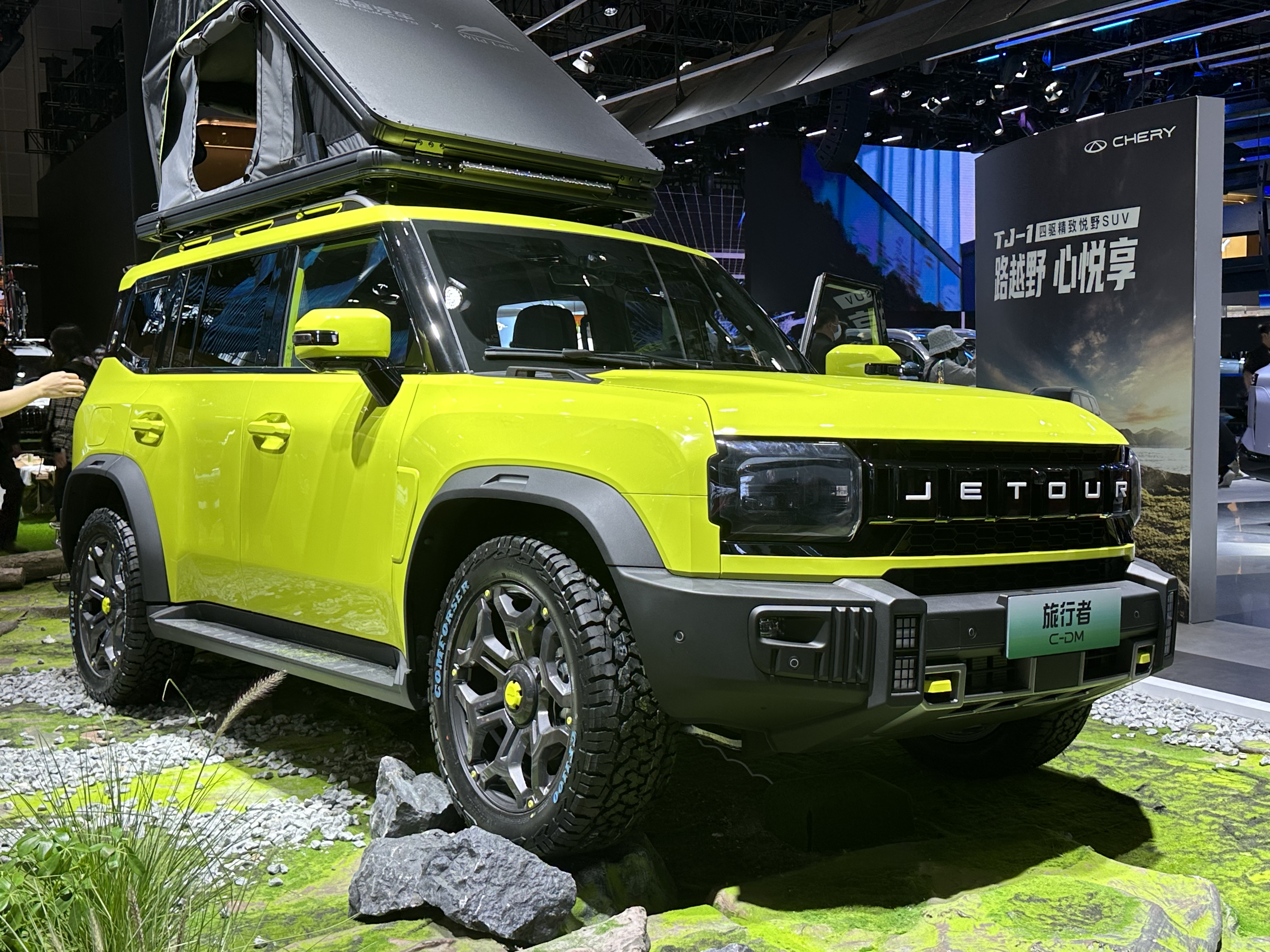
Jetour Traveller

### Megszűnt modellek
Jetour X70 Coupe (2018-2020), az X70 kupé változata

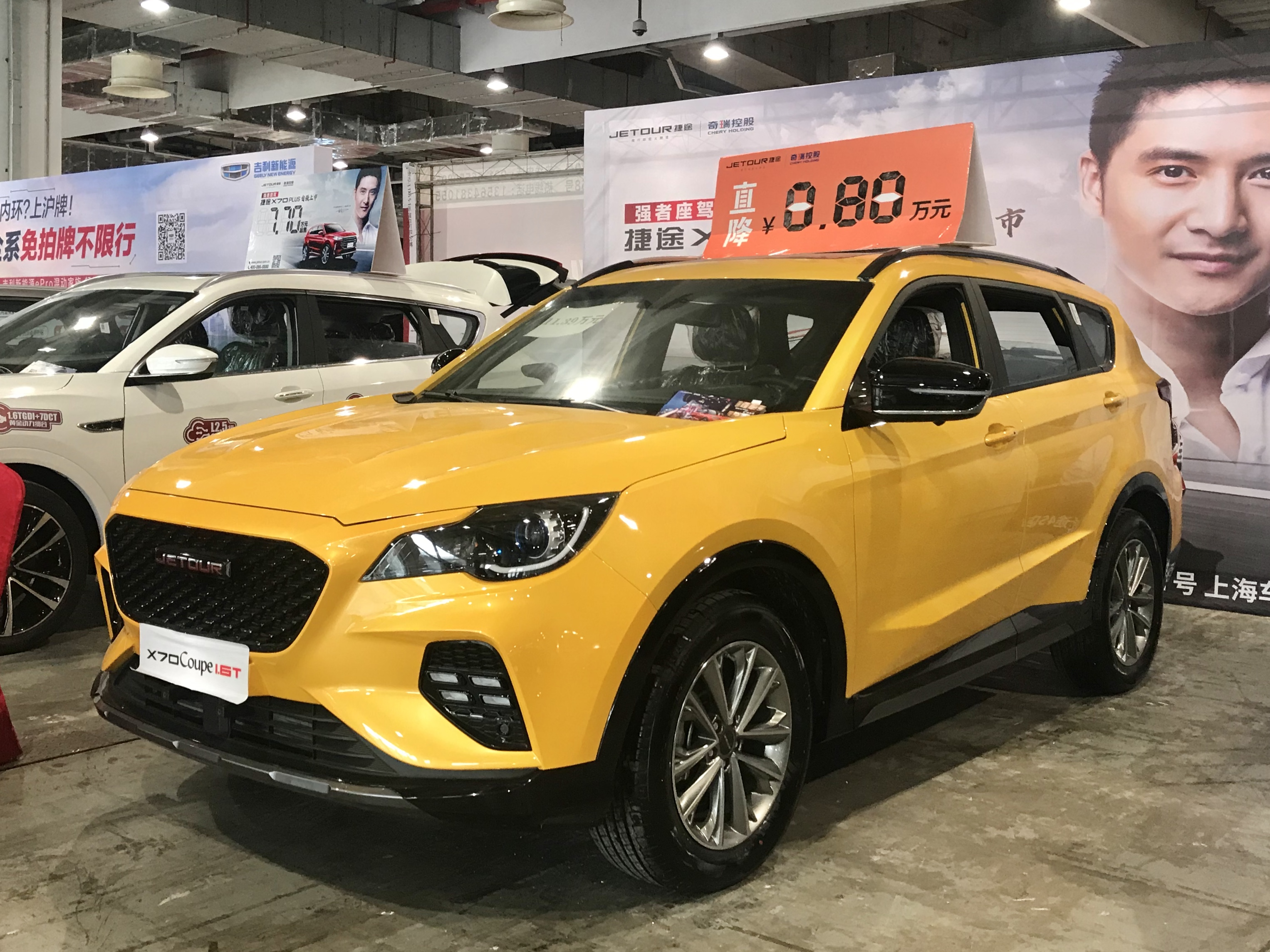
Jetour X70 Coupe